# WCT Tournament of Champions 1984
Il WCT Tournament of Champions 1984 è stato un torneo di tennis giocato sulla terra verde. Si è giocato al West Side Tennis Club di Forest Hills negli Stati Uniti. È stata l'8ª edizione del singolare, la 5ª del doppio. L'evento fa parte del World Championship Tennis 1984. Si è giocato dal 7 al 13 maggio 1984.

## Campioni

### Singolare maschile
John McEnroe ha battuto in finale  Ivan Lendl con il punteggio di 6–4, 6–2

### Doppio maschile
David Dowlen /  Nduka Odizor hanno battuto in finale  Ernie Fernandez /  David Pate con il punteggio di 7–6, 7–5